# Бажево
Баже́во, также может писаться как Бажово — посёлок сельского типа в Первомайском районе, Алтайский край, Россия. Входит в состав Берёзовского сельсовета.

## География
Посёлок находится на правом берегу реки Обь с её многочисленными притоками и пойменными землями с заливными лугами. Через него также протекает река Чесноковка.
Уличная сеть
В посёлке 15 улиц и 3 переулка.
Расстояние до
- районного центра Новоалтайск: 4 км.
- краевого центра Барнаул: 17 км.

Ближайшие населенные пункты
Берёзовка 1 км, Солнечное 2 км, Новогорский 4 км, Токарëво 5 км, Белоярск 7 км, Санниково 8 км, посёлок Правда 9 км.
Климат
Климат умеренно континентальный. Зима морозная и продолжительная, лето короткое. Самый жаркий месяц ― июль. Годовое количество атмосферных осадков 320 мм.

## Население
| 1997 | 1998 | 1999 | 2000 | 2001 | 2002 | 2003 |
| ---- | ---- | ---- | ---- | ---- | ---- | ---- |
| 587  | ↘576 | ↗593 | ↗621 | ↗692 | ↗698 | ↗718 |
| 2004 | 2005 | 2006 | 2007 | 2008 | 2009 | 2010 |
| →718 | ↗765 | ↗787 | ↗804 | ↘793 | ↗801 | ↗887 |
| 2011 | 2012 | 2013 |      |      |      |      |
| ↘884 | ↗911 | ↗973 |      |      |      |      |

## История
История деревни связана с Белоярской крепостью, основанной в 1717 году. Постепенно крепость, как охранное укрепление, прекратила своё существование, но деревни, созданные вокруг неё, остались и со временем превратились в районы посёлки возле современного города Новоалтайска. Деревня Бажево впервые упоминается в 1748 году. Территориально она относилась к Белоярской слободе Бийского уезда. Однако, по свидетельствам местных старожилов, поселение существовало уже в 1737 году.
Развитие села тесно связано с историей старообрядцев в Сибири, точнее — с Барнаульской Белокриницкой («Австрийской») общиной. Официальной датой регистрации общины стало 28 мая 1908 года. Первыми деревнями, в которых распространилась деятельность общины, были Бажево, Казённая заимка и Конюховская заимка. Среди старообрядцев деревни Бажево было две группы выходцев-переселенцев: из Херсонской и Нижегородской губерний.
В Бажево был возведен первый храм в губернии — Вознесенский.
В 1928 году село Бажево на реке Чесноковке числится в Белоярском районе Барнаульского уезда. С 1932 года село стало частью Косихинского района в соответствии с Постановлением ВЦИК от 02.03.1932 «О внешних границах Западно-сибирского края с Казакской АССР и об изменениях в составе городов, рабочих поселков и районов Западно-сибирского края».
В 1934 году посёлок входит в состав Бажевского сельсовета Барнаульского горсовета сельских местностей, а с 1937 года числится в составе Барнаульского сельского района. В 1954 году Бажевский сельсовет был ликвидирован.

## Инфраструктура
В посёлке работают предприятия ООО «Аркаим», ООО «Мастер Строй-плюс», ООО «Алтайсельсельвис» и другие. Развита торговая сеть, коммунальные и муниципальные услуги, работает школа, поликлиника и аптеки, развлекательные и досуговые центры находятся в городах Новоалтайск и Барнаул.
Транспорт
Село соединяет с районным и областным центром федеральная автомагистраль М52 Чуйский тракт (Новосибирск—Бийск—Монголия) и сеть региональных автодорог. Ближайшая железнодорожная станция находится в городе Новоалтайск.